# Dzenzur
Lo Dzenzur (in russo Дзензур?) o Dzenzurskij (Дзензурский) è uno stratovulcano nella parte meridionale della Kamčatka, in Russia. Fa parte del gruppo vulcanico Dzenzur-Županovskij e lo limita da ovest.

## Descrizione
Il massiccio vulcanico Dzenzur, con altezza assoluta di 2285 m, è costituito dal cono Dzenzur stesso e da due coni adiacenti a quello principale a nord e nord-est e una piccola cupola lavica sul versante nord-orientale, per una lunghezza totale di 6 km. Il vulcano Županovskij si trova a ovest-sud-ovest.
La maggior parte delle rocce è rappresentata da andesiti, nella parte superiore e inferiore della sezione si notano basalti andesitici.